# Flugunfall einer Douglas DC-3 der Spantax in Madrid 1972
Der Flugunfall einer Douglas DC-3 der Spantax in Madrid 1972 ereignete sich am 30. September 1972. An diesem Tag stürzte eine Douglas C-47B-1-DK der Spantax unmittelbar nach dem Start aufgrund eines Strömungsabrisses ab. Bei dem Unfall kam ein Besatzungsmitglied ums Leben.

## Maschine
Das Flugzeug war eine Douglas DC-3 der Baureihe C-47B-1-DK, die 1944 im Werk der Douglas Aircraft Company in Oklahoma City, Oklahoma gebaut und mit der Werknummer 14196 bzw. 25641 und dem militärischen Luftfahrzeugkennzeichen 43-48380 an die United States Army Air Forces (USAAF) ausgeliefert wurde. Nach dem Krieg wurde die C-47 als Überbestand der USAAF kategorisiert und ausgeflottet. Die Maschine wurde zunächst von der Swissair erworben und am 4. Februar 1946 mit dem Luftfahrzeugkennzeichen HB-IRG zugelassen. Die Maschine blieb bis Oktober 1960 bei der Swissair in Betrieb, später wurde sie nach Spanien verkauft. Das Flugzeug ging dann im am 13. Oktober mit dem Kennzeichen EC-AQE bei der Spantax in Betrieb. Die DC-3 wurde von zwei Doppelsternmotoren Pratt & Whitney R-1830-90C Twin Wasp mit je 1.200 PS Leistung angetrieben.

## Insassen
Auf dem Testflug befand sich lediglich eine sechsköpfige Besatzung an Bord der Maschine. Pilot Flying war ein in Ausbildung befindlicher Pilot.

## Unfallhergang
An dem Tag wurde mit der Maschine ein Trainingsflug mit Start und Ziel auf dem Flughafen Madrid-Barajas durchgeführt. Unmittelbar nach dem Start kam es zu einem Strömungsabriss, die Maschine verlor an Höhe und stürzte links von der Startbahn zu Boden. Einer der Piloten wurde getötet, die anderen fünf Insassen überlebten mit verschiedenen Verletzungen.

## Ursache
Es konnte festgestellt werden, dass der in Ausbildung befindliche Pilot, der bei dem Unfall der Pilot Flying gewesen war, beim Start abrupt an der Steuersäule gezogen und damit die Rotation vorzeitig eingeleitet hatte. Die Maschine rollte zu diesem Zeitpunkt mit einer Geschwindigkeit von 65 bis 70 Knoten über die Startbahn. In der Folge hatte die Maschine eine fehlerhafte Startkonfiguration und stürzte nach einem Strömungsabriss zu Boden.